# دنتون ماسي
دنتون ماسي هو مهندس وسياسي كندي، ولد في 20 يونيو 1900 في تورونتو في كندا، وتوفي في 25 يناير 1984. نشط حزبياً في الحزب الكندي التقدمي المحافظ. وقد انتخب عضو مجلس العموم الكندي عن دائرة Greenwood (Ontario federal electoral district) ‏ (1935 – 1949).